# Sarothruridae
Sarothruridae — родина журавлеподібних птахів. Включає 11 видів.

## Систематика
Традиційно представників Sarothrura і Mentocrex належали до родини пастушкових (Rallidae). Молекулярний аналіз ДНК показав, що ці роди тісніше пов'язані з лапчастоногами (Heliornithidae), тому їх виокремили у власну родину. Інколи до Sarothruridae відносять вид Canirallus oculeus, але він, найімовірніше, належить до базальних пастушкових.

## Поширення
Представники родини поширені в Субсахарській Африці та на Мадагаскарі. Відсутні у посушливих регіонах.

## Опис
Sarothruridae мають компактне, овальне тіло, середнього розміру, злегка витягнуту голову та коротку товсту шию. Дзьоб у Sarothrura короткий, у Mentocrex трохи довший. Крила короткі і закруглені, хвіст — дуже короткий. Ноги середньої довжини, ступні міцні. Основне забарвлення — червоно-коричневе. На тулубі можуть бути коричневі або чорно-білі смуги та плями.

## Спосіб життя
Sarothruridae мешкають на болотах, вологих луках, заростях та лісах. Живляться комахами, іншими безхребетними та дрібними хребетними. Деякі види також поїдають насіння або різні частини рослин. Про їх розмноження відомо мало. Моногамні птахи. Обидва батьки піклуються про пташенят. Самиці відкладають 2-6 яєць, а пташенята залишають гніздо незабаром після висиджування.

## Класифікація
- Рід Африканський погонич (Sarothrura)
  - погонич смугастий (Sarothrura affinis)
  - погонич білокрилий (Sarothrura ayresi)
  - погонич африканський (Sarothrura boehmi)
  - погонич жовтоплямистий (Sarothrura elegans)
  - погонич мадагаскарський (Sarothrura insularis)
  - погонич довгопалий (Sarothrura lugens)
  - погонич білоплямистий (Sarothrura pulchra)
  - погонич рудоволий (Sarothrura rufa)
  - погонич тонкодзьобий (Sarothrura watersi)
- Рід Mentocrex
  - пастушок-сіродзьоб мадагаскарський (Mentocrex kioloides)
  - Mentocrex beankaensis
- Рід Rallicula
  - погонич папуанський (Rallicula leucospila)
  - погонич каштановий (Rallicula rubra)
  - погонич новогвінейський (Rallicula forbesi)
  - погонич Майра (Rallicula mayri)